# Randolph (Kansas)
Randolph és una població dels Estats Units a l'estat de Kansas. Segons el cens del 2000 tenia 175 habitants.

## Demografia
Segons el cens del 2000, Randolph tenia 175 habitants, 77 habitatges, i 41 famílies. La densitat de població era de 270,3 habitants/km².
Dels 77 habitatges en un 26% hi vivien nens de menys de 18 anys, en un 45,5% hi vivien parelles casades, en un 6,5% dones solteres, i en un 45,5% no eren unitats familiars. En el 41,6% dels habitatges hi vivien persones soles el 20,8% de les quals corresponia a persones de 65 anys o més que vivien soles. El nombre mitjà de persones vivint en cada habitatge era de 2,27 i el nombre mitjà de persones que vivien en cada família era de 3,24.
Per edats la població es repartia de la següent manera: un 25,7% tenia menys de 18 anys, un 5,7% entre 18 i 24, un 27,4% entre 25 i 44, un 21,1% de 45 a 60 i un 20% 65 anys o més.
L'edat mediana era de 40 anys. Per cada 100 dones de 18 o més anys hi havia 109,7 homes.
La renda mediana per habitatge era de 21.875 $ i la renda mediana per família de 50.313 $. Els homes tenien una renda mediana de 21.563 $ mentre que les dones 21.458 $. La renda per capita de la població era de 13.666 $. Entorn del 9,3% de les famílies i el 9,3% de la població estaven per davall del llindar de pobresa.

## Poblacions més properes
El següent diagrama mostra les poblacions més properes.